# Frente popular
Frente popular, en sentido amplio, es el nombre que a veces reciben las coaliciones electorales entre formaciones políticas de ideología izquierdista o de centro izquierda. En sentido restringido, es el nombre que recibieron las coaliciones de los partidos antifascistas propiciadas por la Internacional Comunista a partir de 1935 para hacer frente al ascenso del fascismo que amenazaba a la Unión Soviética. Sus componentes principales fueron los partidos de izquierda marxista (socialistas y comunistas) y los partidos «burgueses» democráticos.

## Historia
En el VI Congreso Mundial de la Internacional Comunista celebrado en Moscú entre julio y septiembre de 1928 se discutió la tesis del «socialfascismo», defendida por los comunistas alemanes y cada vez más asumida por Stalin, que consideraba a los socialdemócratas, calificados como socialfascistas, como los principales enemigos de la revolución —que Stalin consideraba inminente como resultado del previsible derrumbe del capitalismo— por su aceptación de la «democracia burguesa». Nikolai Bujarin y Palmiro Togliatti se opusieron a esta interpretación. Togliatti criticó la «presentación demasiado mecánica que se está dando del fascismo y de la socialdemocracia como dos métodos de los que sirve la burguesía», de manera alternativa, según las circunstancias, para mantener su poder. Finalmente el término «socialfascismo» no se incorporó a la resolución final del Congreso, pero se mantuvo la tesis sostenida por alemanes y rusos de los «dos métodos» (fascismo y socialdemocracia) de la burguesía, por lo que se aceptó que la socialdemocracia podía desarrollar «tendencias fascistas». El término «socialfascismo» se acabaría imponiendo finalmente, especialmente tras la represión de la manifestación comunista del 1.º de mayo en Berlín del año siguiente llevada a cabo por el gobierno del que formaba parte el SPD. Así lo decidió el X Pleno Ampliado del Comité Ejecutivo de la Internacional Comunista (CEIC) en su reunión de julio de 1929. A partir de entonces el movimiento comunista comenzó a considerar a la socialdemocracia como el principal instrumento de la «contrarrevolución burguesa» por encima del fascismo.
El primer signo de que la posición de la Internacional Comunista sobre el «socialfascismo» estaba cambiando se produjo en febrero de 1933, al mes siguiente del acceso de los nazis al poder, cuando su Comisión Ejecutiva (CEIC) respondió a la invitación que le hizo el Buró de la Internacional Obrera y Socialista con una propuesta de llegar a acuerdos a escala nacional, lo que significaba la primera rectificación de la tesis del «frente único por la base» (una posición política que rechazaba establecer pactos con los socialdemócratas y que defendía que la unión de las dos organizaciones se produciría mediante el abandono de los partidos socialdemócratas por sus militantes y el ingreso en los partidos comunistas). Unos meses después, en junio, se reunía en la Sala Pleyel de París un congreso «contra el fascismo y la guerra», promovido por Henri Barbusse, escritor comunista, y Romain Rolland, que era la continuación del congreso «contra la guerra imperialista» celebrado en Ámsterdam el año anterior. De los dos congresos surgió el movimiento Ámsterdam-Pleyel, con la constitución en Francia de diversos comités locales, lo que suponía la primera movilización antifascista promovida por el Partido Comunista Francés (PCF).
El cambio de posición definitivo se produjo a raíz de lo sucedido en febrero de 1934 en París y en Viena (en el primer caso fue el intento de asalto de la extrema derecha al poder; en el segundo la consolidación de la dictadura de Dollfuss tras aplastar la revuelta obrera de la capital austríaca) pero sobre todo a partir de marzo de 1935 cuando Hitler anunció su decisión de proceder al rearme alemán, lo que convertía a la Alemania nazi en una amenaza directa a la Unión Soviética (rearme que fue admitido tácitamente por Gran Bretaña, el supuesto principal garante del Tratado de Versalles, cuando en junio firmó el Acuerdo naval anglo-germano). La iniciativa la tomaron los comunistas franceses, con su secretario general Maurice Thorez al frente, cuando alcanzaron un pacto de unidad de acción antifascista entre el partido socialista (SFIO) y el partido comunista (PCF) cuyo primer fruto fue el acuerdo de que en las elecciones municipales de mayo de 1935 apoyarían en la segunda vuelta al partido más votado en la primera, incluidos los radicales (PR). El 14 de julio, el día de la fiesta nacional de Francia, se celebró en París una gran manifestación antifascista en defensa de las libertades democráticas convocada por el movimiento Ámsterdam-Pleyel en la que participaron alrededor de cincuenta organizaciones políticas (SFIO, PCF y PR), sindicales (CGT, CGTU) y cívicas (diversos comités antifascistas, la Liga de Defensa de los Derechos del Hombre). Esta manifestación se considera como el acto fundacional del Frente Popular en Francia.
La cristalización del Frente Popular en Francia constituyó el prólogo de la celebración en Moscú del VII Congreso Mundial de la Internacional Comunista entre el 25 de julio y el 20 de agosto de 1935. En el Congreso se consumó el giro definitivo de la política comunista respecto del fascismo y de la socialdemocracia tras constatar el fracaso de la respuesta ultraizquierdista acordada en el VI Congreso. Así se aprobaron dos líneas unitarias que se presentaron no como antagónicas sino como complementarias: la unidad de clase y la unidad interclasista. Por la primera se abandonaba la confrontación con los socialdemócratas volviendo a la formulación original del «frente único» al proponer la unificación de los partidos socialistas y de los partidos comunistas en un «partido único del proletariado» (que incluía la unificación de los sindicatos respectivos). Por la segunda, la unidad interclasista, se proponía la alianza de las clases populares y las clases medias democráticas mediante la coalición  de sus respectivas organizaciones políticas en un gran frente antifascista (el «Frente Popular»). Según el historiador español José Luis Martín Ramos, con esta propuesta interclasista se trataba de «llevar a las clases medias a un terreno de defensa de la democracia en la que las clases trabajadoras, sus organizaciones, tenían la iniciativa, y la mantendrían en la medida en el que el frente único fuese la garantía de una política común de la izquierda obrera», con lo que las dos líneas unitarias (unidad de clase y unidad interclasista) «formaban parte de la misma táctica. Una táctica defensiva, que había nacido de la necesidad de hacer frente al fascismo, y del fracaso de las respuestas dadas antes de 1933». «Tras haber comprobado amargamente que no era lo mismo el fascismo que la "democracia burguesa", la Internacional Comunista se aprestó a defenderse en esa última posición que representaba un sistema de libertades políticas».

## Coaliciones más destacadas
Las coaliciones más destacadas son:
- El Frente Popular de Francia: coalición política de socialistas, comunistas y radicales. Formada en diciembre de 1935, ganó las elecciones parlamentarias de mayo de 1936 siendo electo primer ministro Léon Blum. Se mantuvo en el poder hasta 1938.
- El Frente Popular de España, coalición política de republicanos de izquierdas, socialistas y comunistas formada en 1935. Ganó las elecciones celebradas el 16 de febrero de 1936, destituyó al presidente Niceto Alcalá-Zamora y nombró en su lugar a Manuel Azaña, pero socialistas y comunistas se negaron a entrar en el Gobierno presidido por Santiago Casares Quiroga.
- El Frente Popular de Chile, coalición política de centro-izquierda, conformada por los partidos radical, comunista, socialista, democrático y radical socialista, formada en 1937. Ganó las elecciones presidenciales de 1938. Se disolvió en 1941.
- El Bloque de la Victoria de Costa Rica, coalición de los partidos republicano y comunista. Ganó las elecciones presidenciales de 1944 y aseguró haber ganado las de 1948, lo cual fue rechazado por la oposición, lo que hizo estallar la Guerra Civil de Costa Rica.
- En la actualidad existen coaliciones de partidos de izquierda con el mismo nombre, como el Frente Popular Tunecino, que incluye a partidos como el Partido de los Trabajadores o el Movimiento Ba'ath.[8]